# Fresnay-le-Samson
Fresnay-le-Samson település Franciaországban, Orne megyében. Lakosainak száma 108 fő (2022. január 1.). Fresnay-le-Samson Guerquesalles, Aubry-le-Panthou, Camembert, Champosoult, Roiville és Gouffern en Auge községekkel határos.

## Népesség
A település népességének változása:
| Lakosok száma | 110  | 97   | 91   | 87   | 85   | 84   | 92   | 100  | 108  |
|               | 2013 | 2015 | 2016 | 2017 | 2018 | 2019 | 2020 | 2021 | 2022 |